# Happy and Glorious
Pour plus de détails, voir Fiche technique et Distribution.
Happy and Glorious (en référence à une réplique de God Save the Queen) est un court métrage britannique réalisé par Danny Boyle et produit par la BBC. Mettant en scène Daniel Craig dans le rôle de James Bond et la reine Élisabeth II dans son propre rôle, il est diffusé lors de la cérémonie d'ouverture des Jeux olympiques d'été de 2012, à Londres.

## Synopsis
Le court métrage commence par l'arrivée de James Bond au palais de Buckingham, dans un des célèbres taxis noirs londoniens. Sa venue est remarquée par un groupe d'enfants brésiliens visitant la salle du trône. Attendu, l'agent secret gravit les marches de l'escalier d'honneur, poursuivi par les corgis royaux,. Bond est amené devant la reine Élisabeth II qui, occupée à son bureau, feint de ne pas remarquer sa présence. Montrant des signes d'impatience, il regarde l'horloge, qui indique 20 h 30, soit une demi-heure avant le début de la cérémonie d'ouverture des Jeux olympiques. Au bout de quelques secondes, la reine se lève et le salue.
L'agent secret escorte alors Élisabeth II dans les couloirs, puis hors du palais. La reine et James Bond embarquent à bord d'un hélicoptère AgustaWestland AW139, qui s'envole au-dessus des jardins de Buckingham, laissant les chiens de la reine sur le perron. L'hélicoptère survole ensuite plusieurs lieux emblématiques de Londres, comme la colonne Nelson, Big Ben, le London Eye ou encore la statue de Winston Churchill à Parliament Square qui s'anime au passage de la reine,. Partout, les Londoniens acclament leur souveraine et son agent secret. Enfin, l'appareil survole la Tamise, passant entre les deux grandes passerelles du Tower Bridge, décoré des anneaux olympiques, avant d'arriver au-dessus du stade olympique de Londres paré pour la cérémonie d'ouverture des Jeux.
L'hélicoptère s'immobilise dans les airs tandis que James Bond ouvre la porte latérale de l'appareil. C'est alors que la reine se jette dans le vide, rapidement suivie par l'agent secret, tous deux ouvrant un parachute aux couleurs de l'Union Jack. Élisabeth II apparaît dans la foulée à la tribune officielle du stade, accompagnée de son époux, le duc d'Édimbourg, et du président du Comité international olympique, Jacques Rogge, en direct.

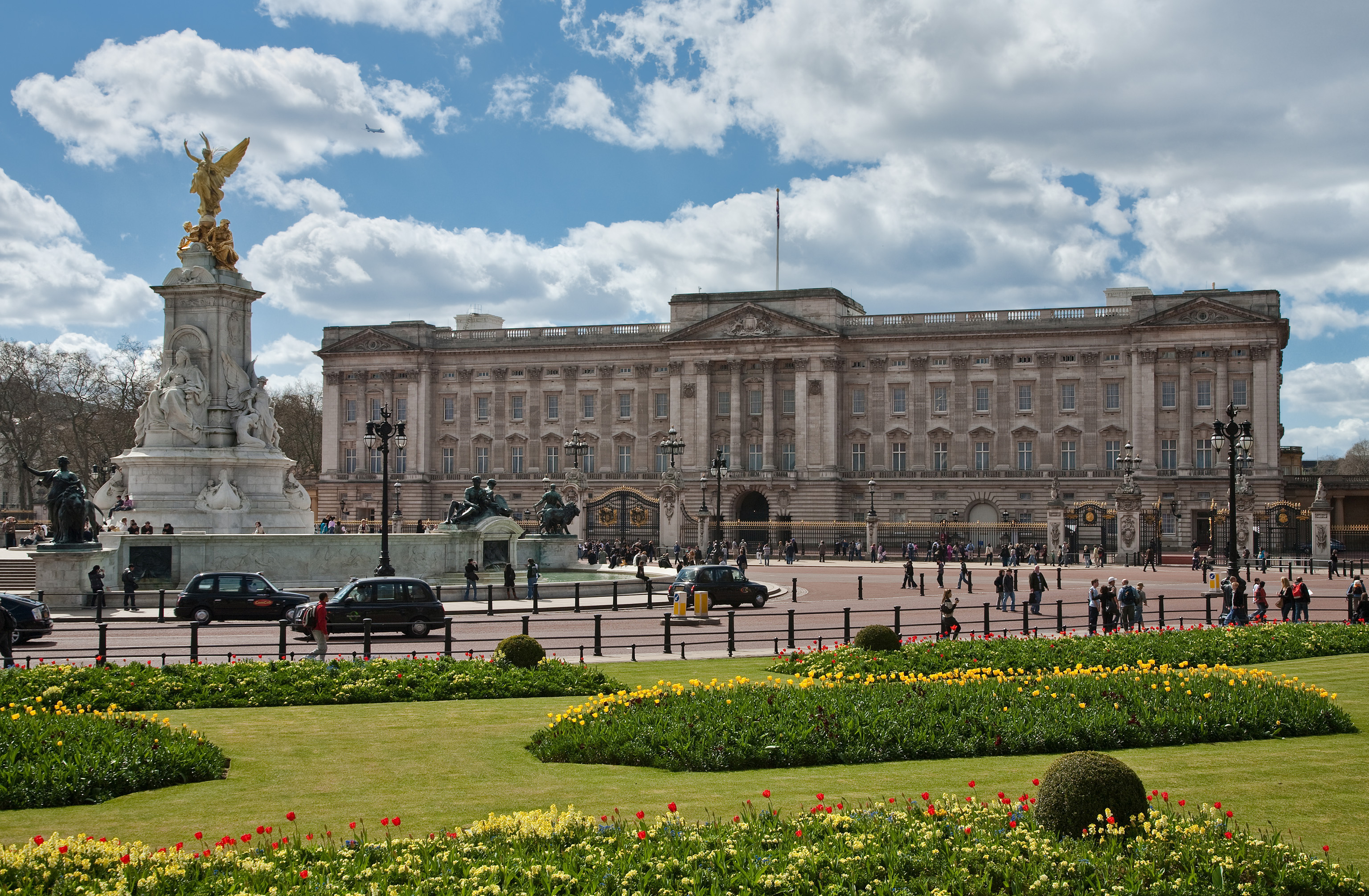
Le palais de Buckingham.
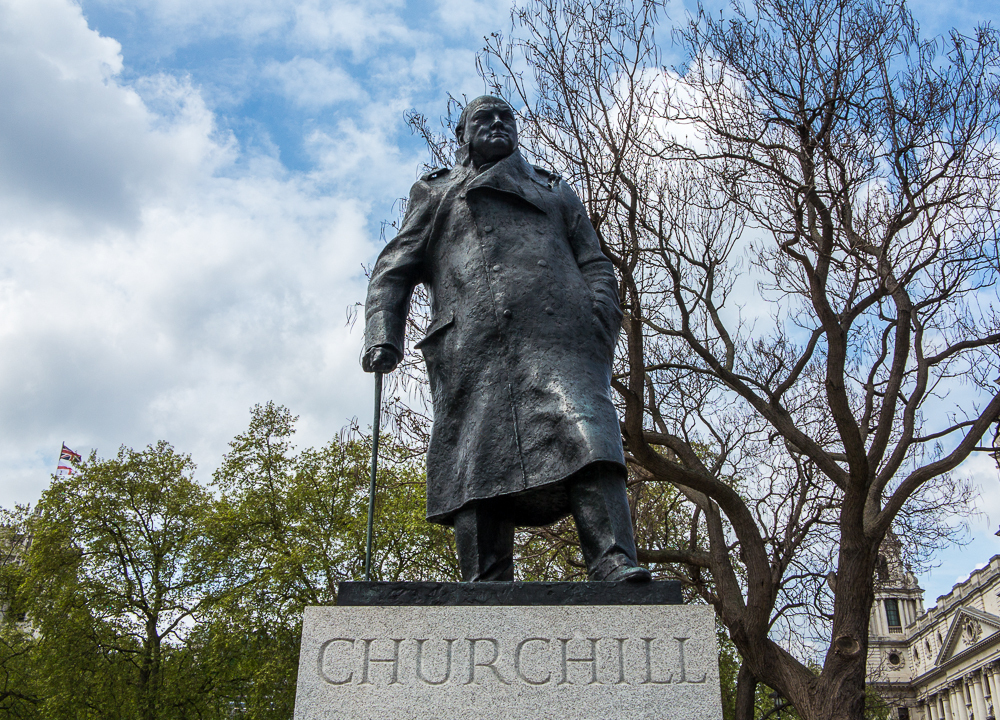
La statue de Winston Churchill.
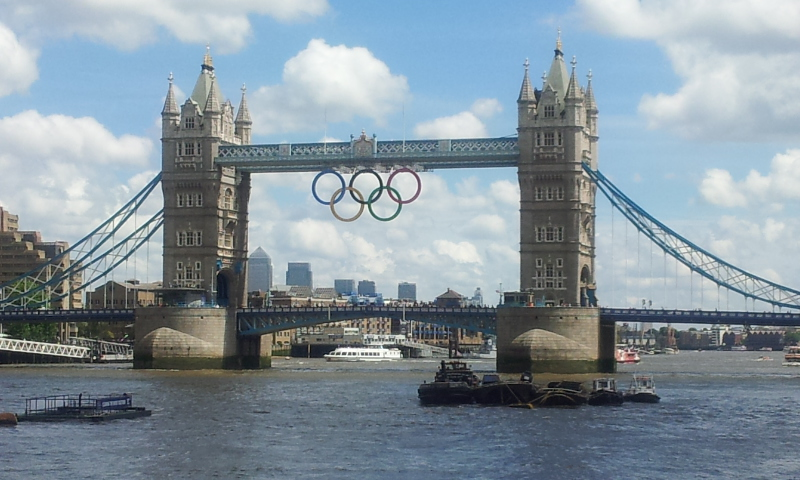
Le Tower Bridge et ses anneaux olympiques.
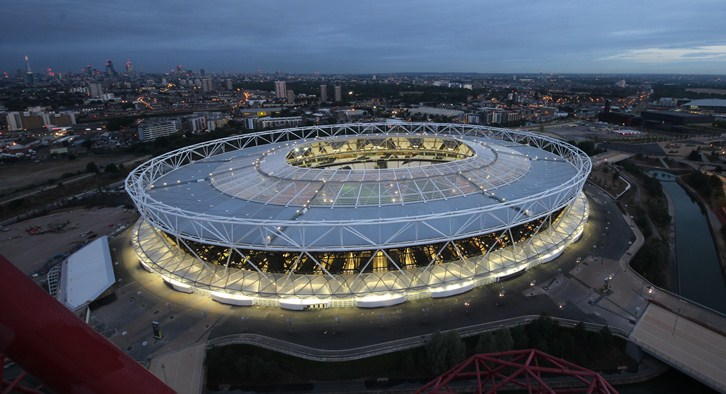
Le stade olympique de Londres.

## Fiche technique
- Titre original : Happy and Glorious
- Réalisation : Danny Boyle
- Scénario : Frank Cottrell-Boyce
- Société de production : British Broadcasting Corporation
- Pays de production :  Royaume-Uni
- Langue de tournage : anglais
- Durée : 6 minutes et 15 secondes
- Diffusion : 27 juillet 2012

## Distribution
- Daniel Craig : James Bond[9]
- Élisabeth II : elle-même[9]
- Julia McKenzie : Élisabeth II (doublure)[9]

## Développement
L'idée du saut de la reine en hélicoptère vient du réalisateur Danny Boyle, qui la présente à Sebastian Coe, organisateur des Jeux olympiques d'été de 2012. Celui-ci soumet le scénario à Edward Young, secrétaire privé de la reine, en 2011. Le nom de l'actrice Helen Mirren, qui avait incarné la souveraine dans le film The Queen en 2006, est alors évoqué pour prendre son rôle dans le court métrage, mais Élisabeth II elle-même accepte d'y participer.
Incitée par le Premier ministre britannique David Cameron et son habilleuse Angela Kelly,, la reine demande par ailleurs à prendre la parole dans le court métrage, pour pouvoir dire « Good evening, Mr Bond » (« Bonsoir, M. Bond »), sa seule intervention. Le tournage au palais de Buckingham a lieu dans le plus grand secret en mars et avril 2012,. La reine accepte enfin que soient filmés trois de ses chiens corgis (Monty, Holly et Willow). La séquence en sa présence ne nécessite qu'une seule prise.
La reine est doublée pour la scène en hélicoptère par l'actrice Julia McKenzie, popularisée par la série télévisée Miss Marple où elle tient le rôle-titre. Le saut en parachute est effectué par les cascadeurs Mark Sutton et Gary Connery, jouant respectivement James Bond et Élisabeth II,. Pour ce faire, il est demandé aux couturières de la maison royale de fabriquer deux robes identiques à celle de la reine pour la cérémonie d'ouverture des Jeux olympiques, sans qu'elles soient informées de l'usage qui en serait fait.
L'équipe de tournage obtient avec difficulté l'autorisation de survoler la Tamise et le Tower Bridge, et doit composer avec des conditions météorologiques peu clémentes,.

## Musique
L'arrivée de James Bond au palais de Buckingham est accompagnée d'un arrangement de The Arrival of the Queen of Sheba, extrait de l'oratorio Solomon de Georg Friedrich Haendel (1685-1759), compositeur anglais d'origine prussienne.
Pendant le vol en hélicoptère, on peut entendre The Dam Busters March, un thème d'Eric Coates, issu du film Les Briseurs de barrages (1955) et devenu au Royaume-Uni une composition privilégiée lors de démonstrations aériennes.
Enfin, le saut en parachute de James Bond et la reine se déroule au son du James Bond Theme.

## Accueil
La diffusion du court métrage lors de l'ouverture des Jeux olympiques suscite une immense acclamation de la part du public. Considérée, a posteriori, comme le point d'orgue de la cérémonie, l'apparition de la reine Élisabeth II dans un rôle aussi informel coïncide avec un regain de popularité de la famille royale britannique, après le mariage du prince William et de Catherine Middleton en 2011 et les célébrations de son jubilé de diamant au premier semestre 2012.
Alors que la cérémonie d'ouverture des Jeux olympiques de 2012 apparaît comme la plus regardée sur les plateformes de médias sociaux, un sondage commandé par Compare.bet révèle en 2021 que le saut en parachute au-dessus du stade et l'arrivée d'Élisabeth II à la tribune font partie des moments préférés des téléspectateurs.

## Autour du film
Le titre du court métrage, Happy and Glorious, fait référence aux paroles de God Save the Queen :
« God save the Queen!

Send her victorious,

Happy and glorious »
Il s'agit de la première apparition de la reine Élisabeth II dans un film de fiction. Cette dernière avait gardé secrète sa participation au court métrage auprès de sa famille, les princes Charles, William et Harry ne la découvrant qu'au moment de sa diffusion aux Jeux olympiques,. En 2013, la reine se voit décerner un BAFTA d'honneur pour ce rôle et pour son soutien à l'industrie cinématographique, des mains de Kenneth Branagh,.
Les enfants brésiliens visitant le palais au début du film sont un clin d'œil à Rio de Janeiro, ville hôte des Jeux olympiques d'été de 2016.